# NGC 5939
NGC 5939 is een spiraalvormig sterrenstelsel in het sterrenbeeld Kleine Beer. Het hemelobject werd op 11 juli 1883 ontdekt door de Amerikaanse astronoom Lewis A. Swift.

## Synoniemen
- UGC 9854
- MCG 12-15-7
- ZWG 338.8
- IRAS 15244+6854
- PGC 55022